# Kaempferide
Kaempferide es un O-methylated flavonol, un tipo de compuesto químico. Se puede encontrar en Kaempferia galanga (jengibre aromático).

## Metabolismo
La enzima  kaempferol 4'-O-methyltransferase utiliza S-adenosyl-L-methionina y kaempferol para producir S-adenosyl-L-homocysteine y kaempferide.

## Glucósidos
Icariin es el tert-amyl alcohol derivado de kaempferide 3,7- O -diglycoside.